# Луна 24
Луна 24 е последният апарат, изстрелян от СССР по програмата Луна с цел изследване на Луната, и третият успял да достави образци от лунна почва на Земята (другите два са Луна 16 и 20).
Апаратът е ускорен към Луната от паркова околоземна орбита на 9 август 1976 г.
Осъществена е корекция на курса и на 11 август 1976 г. апаратът влиза в 115 x 115 km орбита около Луната с инклинация 120°.
Последват промени на орбитата на апарата, и в 06:36 ст. време на 18 август 1976 г. той каца на лунната повърхност в областта на Маре Крисиум (Mare Crisium) с координати 12°45' с. ш. и 62°12' и. д.
Доставен е образец от почвата от дълбочина от около 2 m с тегло 170,1 g.
Образецът е херметизиран в капсула в горната част на апарата, която в 05:25 ст. време на 19 август напуска основната част на апарата и се отправя обратно към Земята.
Осъществено е кацане на 22 август 1976 г. в 17:55 ст. време в западен Сибир.
Анализ на материала показва ламинирана структура, наподобяваща последователни отлагания.
Части от образеца са изпратени на НАСА.
Луна 24 е последният съветски или руски апарат изпратен към Луната.
Американският Клементин се завръща след цели 14 години.
Луна 24 остава последният апарат осъществил меко кацане на повърхността на Луната.
До мисията на Стардъст завършила 2006 г., Луна 24 е бил последният апарат върнал проба на Земята от друго небесно тяло.